# Шоум, Шамит
Шамит Шоум (англ. Shamit Shome; 5 сентября 1997, Эдмонтон, Альберта, Канада) — канадский футболист, центральный полузащитник клуба «Кавалри».

## Биография

### Ранние годы и начало карьеры
Шамит родился в семье иммигрантов из Бангладеш, его отец — из Силхета, его мать — из Дакки. Владеет английским и бенгальским языками. Заниматься футболом начал в возрасте пяти лет в команде «Саутуэст Юнайтед».
В 2013 году присоединился к академии футбольного клуба «Эдмонтон».
В 2015 году поступил в Альбертский университет и начал играть за студенческую футбольную команду в Канадской межуниверситетской лиге. По итогам сезона 2015 был признан новичком года в Конференции Канадского Запада.

### Клубная карьера
12 февраля 2016 года Шоум подписал свой первый профессиональный контракт, вернувшись в клуб Североамериканской футбольной лиги «Эдмонтон». Его профессиональный дебют состоялся 16 апреля 2016 года в матче против «Тампа-Бэй Раудис».
4 января 2017 года Шоум подписал контракт с лигой MLS по программе Generation Adidas, получив право на участие в Супердрафте MLS 2017. На драфте, состоявшемся 13 января 2017 года, Шоум был выбран во втором раунде под общим 41-м номером клубом «Монреаль Импакт». В главной лиге дебютировал 22 октября 2017 года в матче заключительного тура сезона против «Нью-Инглэнд Революшн». 20 марта 2018 года Шоум был отдан в аренду аффилированному с «Импакт» клубу USL «Оттава Фьюри» на один год, но две недели спустя он был отозван из аренды. 24 апреля 2019 года в матче против «Нью-Инглэнд Революшн» забил свой первый гол за «Импакт». После завершения сезона 2019 клуб задействовал опцию продления его контракта. По окончании сезона 2020 «Монреаль Импакт» не стал продлевать контракт с Шоумом.
4 января 2021 года Шоум вернулся в «Эдмонтон», ставший членом Канадской премьер-лиги, подписав контракт на сезон 2021. 9 февраля 2022 года «Эдмонтон» объявил, что в клубе останутся только два игрока из сезона 2021, а остальные, включая Шоума, не вернутся на сезон 2022.
5 апреля 2022 года Шоум подписал контракт с клубом «Фордж» и сразу же был отдан в аренду «Эдмонтону» на сезон 2022.
18 января 2023 года Шоум подписал многолетний контракт с клубом «Кавалри». Дебютировал за «Кавалри» 15 апреля в матче стартового тура сезона 2023 против «Форджа».

### Международная карьера
Шоум привлекался в сборные Канады до 18 лет и до 20 лет. Пропустил молодёжный чемпионат КОНКАКАФ 2017 из-за травмы.
В составе сборной Канады до 21 года участвовал в Турнире в Тулоне 2018.
Свой первый вызов в главную сборную Канады Шоум получил 3 января 2020 года в тренировочный лагерь с тремя товарищескими матчами — со сборной Барбадоса 7 и 10 января и со сборной Исландии 15 января. В первом матче с Барбадосом дебютировал за национальную сборную, выйдя на замену на 57-й минуте вместо Самюэля Пьетта.

### Образование
В 2020 году Шоум окончил Университет Конкордия со степенью бакалавра инженерии.

## Статистика выступлений

### Клубная статистика
| Выступление      | Выступление      | Выступление      | Лига | Лига | Плей-офф | Плей-офф | Кубок | Кубок | ЛЧ КОНКАКАФ | ЛЧ КОНКАКАФ | Итого | Итого |
| Клуб             | Лига             | Сезон            | Игры | Голы | Игры     | Голы     | Игры  | Голы  | Игры        | Голы        | Игры  | Голы  |
| ---------------- | ---------------- | ---------------- | ---- | ---- | -------- | -------- | ----- | ----- | ----------- | ----------- | ----- | ----- |
| Эдмонтон         | NASL             | 2016             | 26   | 0    | 1        | 0        | 1     | 0     | —           | —           | 28    | 0     |
| Эдмонтон         | Итого            | Итого            | 26   | 0    | 1        | 0        | 1     | 0     | —           | —           | 28    | 0     |
| Монреаль Импакт  | MLS              | 2017             | 1    | 0    | —        | —        | 0     | 0     | —           | —           | 1     | 0     |
| Монреаль Импакт  | MLS              | 2018             | 5    | 0    | —        | —        | 1     | 0     | —           | —           | 6     | 0     |
| Монреаль Импакт  | MLS              | 2019             | 27   | 1    | —        | —        | 5     | 0     | —           | —           | 32    | 1     |
| Монреаль Импакт  | MLS              | 2020             | 12   | 0    | 0        | 0        | 0     | 0     | 1           | 0           | 13    | 0     |
| Монреаль Импакт  | Итого            | Итого            | 45   | 1    | 0        | 0        | 6     | 0     | 1           | 0           | 52    | 1     |
| Эдмонтон         | CPL              | 2021             | 27   | 0    | —        | —        | 1     | 0     | —           | —           | 28    | 0     |
| Эдмонтон         | CPL              | 2022             | 24   | 0    | —        | —        | 0     | 0     | —           | —           | 24    | 0     |
| Эдмонтон         | Итого            | Итого            | 51   | 0    | —        | —        | 1     | 0     | —           | —           | 52    | 0     |
| Кавалри          | CPL              | 2023             | 17   | 0    | 3        | 0        | 1     | 0     | —           | —           | 21    | 0     |
| Кавалри          | CPL              | 2024             | 0    | 0    | —        | —        | 0     | 0     | —           | —           | 0     | 0     |
| Кавалри          | Итого            | Итого            | 17   | 0    | 3        | 0        | 1     | 0     | —           | —           | 21    | 0     |
| Всего за карьеру | Всего за карьеру | Всего за карьеру | 139  | 1    | 4        | 0        | 9     | 0     | 1           | 0           | 153   | 1     |

### Международная статистика
| Команда | Год   | Игры | Голы |
| ------- | ----- | ---- | ---- |
| Канада  |       |      |      |
| 2020    | 2     | 0    |      |
| Всего   | Всего | 2    | 0    |

## Достижения
Командные
 «Монреаль Импакт»
- Победитель Первенства Канады: 2019

 «Кавалри»
- Победитель регулярного чемпионата Канадской премьер-лиги: 2023